# Тиберий Клавдий Азел (конник)
Тиберий Клавдий Азел (на латински: Tiberius Claudius Asellus) e политик на Римската република от втората половина на 2 век пр.н.е.

## Биография
Произлиза от фамилията Клавдии, клон Азели.
Той е конник. През 140 пр.н.е. е народен трибун. Тази година консули са Гай Лелий и Квинт Сервилий Цепион.
През 139 пр.н.е. съди за държавно предателство цензора Публий Корнелий Сципион Емилиан Африкански и го смъква от поста му.